# Гіллар Тедер
Гіллар Тедер (ест. Hillar Teder; нар. 10 вересня 1962 року, Таллінн, ЕРСР) — естонський бізнесмен, девелопер, який веде діяльність в Естонії, Латвії, Росії та Україні. Є мажоритарним акціонером Arricano Real Estate Plc.
У 2011—2012 роках очолював рейтинг найзаможніших людей Естонії економічного часопису «Діловий день» (ест. Äripäev), з 2013—2015 — знаходиться в TOP-5 щорічного рейтингу.

## Життєпис
Народився 10 вересня 1962 року в Таллінні в родині викладачів. У 1980 році закінчив Талліннську наукову школу (Tallinna Reaalkool), в 1986 році — Талліннський технічний університет (інженер-механік).
Початок підприємницької діяльності Гіллара Тедера припадає на початок 90-х, коли спільно з автомобільним центром «Лада» було створено підприємство «Мега Авто», що спеціалізувалось на продажі автомобілів в Росії. Бізнес-інтереси поширювалися і на торгівлю автомобілями Audi та Peugeot в Естонії й Honda в Латвії. У 1994 Тедер приватизував автоцентр «Лада» в Таллінні.
У 1995 році, спільно з партнерами Дмитром Коржевим та Дмитром Троїцьким в Санкт-Петербурзі заснував компанію «Мултон» з виробництва соків. Запуск торгових марок «Добрий», RICH, «Моя сім'я» робить компанію лідером у галузі і привертає увагу Coca-Cola, яка в 2005 році за $ 501 млн придбала «Мултон».
Наступний етап у підприємницькій діяльності — девелопмент. У 1997 році починається будівництво найбільшого в Таллінні торговельно-розважального центру Rocca al Mare (площа 35 тис. м²), який фінансувався міжнародним банком SEB Bank. Центр розпочав свою роботу в 1998-му році. Офісна будівля отримала назву «Вежа Audi».
У 2001 році створює один з перших в Естонії технопарків, проданий ним у 2005 році.
Гіллар Тедер є співзасновником та власником одного з найбільших продуктових ритейлерів у Росії, мережі магазинів «О'кей» (група компаній «О'кей» заснована і зареєстрована в Санкт-Петербурзі в 2001 році). Відкривши перший гіпермаркет у 2002 році, станом на 2015-й мережа представлена в 27 найбільших містах Росії 111 торговими комплексами.
Є акціонером девелоперської компанії «Arricano», однієї з найбільших в Україні (Sky Mall, «район», «Проспект» у Києві, «Сонячна Галерея» у Кривому Розі, City Mall в Запоріжжі, «Південна Галерея» у Сімферополі). На торговому майданчику AIM Лондонської фондової біржі у 2013 році відбулося перше післякризове публічне розміщення акцій української девелоперської компанії IPO Arricano Real Estate (ринкова капіталізація при розміщенні — близько 24 млн дол.)
У 2015 році стартував новий проєкт — масштабне будівництво сучасного торгово-офісного комплексу Porto Franco в Таллінні (площа 40 тис. м²).